# Messier 22

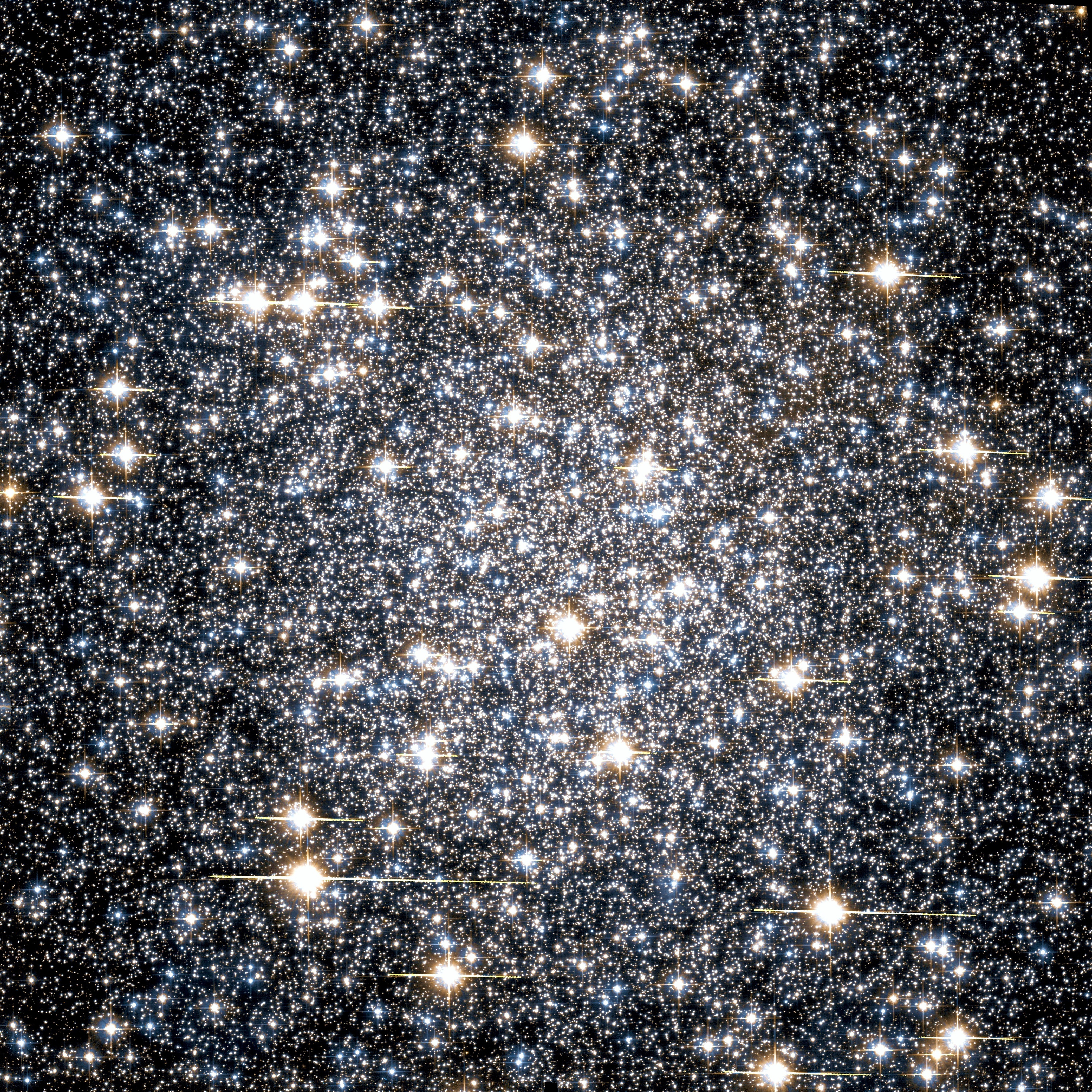
Centrala delen av Messier 22

Messier 22 eller M22, även känd som NGC 6656, är en elliptisk klotformig stjärnhop i stjärnbilden Skytten, nära den galaktiska bulgregionen. Den är en av de klotformiga stjärnhopar som ligger närmast jorden, 10 000 ljusår bort, och en av de ljusstarkaste på natthimlen. Den är en av de först upptäckta klotformiga hoparna, redan 1665 av Abraham Ihle, och den ingick i Charles Messiers katalog över kometliknande objekt 1764. 
Messier 22 är en av de endast fyra kända klotformiga hopar (de andra tre är M15, NGC 6441 och Palomar 6) som innehåller en planetarisk nebulosa. Denna upptäcktes med hjälp av IRAS-satelliten år 1986. Den planetariska nebulosan uppskattas vara bara 6 000 år gammal och har en blå stjärna som sitt centrum.

## Egenskaper
Harlow Shapley gjorde år 1930 ingående observationer av Messier 22 och upptäckte omkring 70 000 stjärnor samt fann att den hade en tät kärna. De ljusaste stjärnorna är av 11:e magnituden, med hundratals stjärnor som är tillräckligt ljusa för att upplösa med ett 8" teleskop. Halton Arp och William G. Melbourne gjorde därpå fortsatta studier år 1959. På grund av den stora färgpridningen av dess röda jättegrensekvens (RGB), liknande den in Omega Centauri, blev den föremål för intensiv granskning av James E. Hesser et al. med start 1977. 
Messier 22 sträcker sig över 32 bågminuter på himlen vilket innebär att dess diameter utifrån dess uppskattade avstånd är 99 ± 9 ljusår. 32 variabla stjärnor har registrerats i Messier 22. Den är belägen framför en del av den galaktiska utbuktningen och är därför användbar för dess mikrolinseffekt på dess bakgrundsstjärnor.
Trots sin relativa närhet till oss begränsas ljuset från denna metallfattiga stjärnhop av fördunkling orsakad av mellanliggande galaktiskt stoft, vilket ger den en skenbar magnitud på 5,5 vilket ändå gör den till den ljusaste klotformiga hopen synlig från de mellersta nordliga breddgraderna (som Japan, Korea, Europa och större delen av Nordamerika). På dessa breddgrader är dess rörelse över himlen, på grund av dess deklination av nästan 24° söder om himmelsekvatorn, synlig lågt på den sydliga himlen. Den verkar således mindre imponerande för människor på det tempererade norra halvklotet än motsvarigheter ganska nära i vinkel (bäst sett på sommarnatthimlen) som Messier 13 och Messier 5.
M22 är en av endast fyra klotformiga stjärnhopar i Vintergatan känd för att innehålla en planetariska nebulosa (en expanderande, glödande gas som sväller från en massiv stjärna, ofta en röd jätte). Det var ett objekt som 1986 först noterades av Fred Gillett och hans medarbetare som en punktformig ljuskälla av intresse med hjälp av IRAS-satelliten, och dess natur undersöktes 1989 av Gillett et al. Den planetariska nebulosans centrala stjärna är en blå stjärna. Nebulosan, som betecknas GJJC1, är troligen bara ca 6 000 år gammal.
Två svarta hål på mellan 10 och 20 solmassor upptäcktes med Radioteleskopet Very Large Array i New Mexico och bekräftades av röntgenteleskopet Chandra 2012. Dessa antyder att gravitationell utströmning från svarta hål från stjärnhopar inte är så effektivt som man tidigare antagit, och leder till slutsats att totalt 5 till 100 svarta hål finns inom Messier 22. Interaktioner mellan stjärnor och svarta hål skulle kunna förklara den ovanligt stora kärnan i stjärnhopen.

## Galleri

Plats för M22 i Skytten
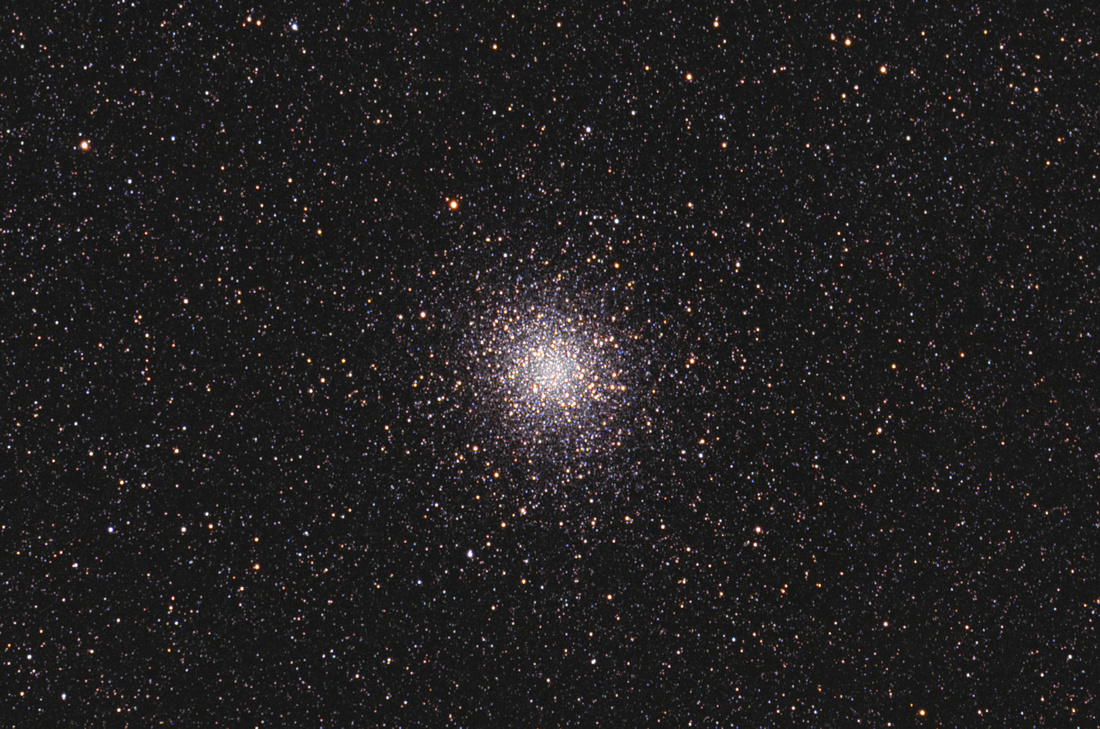
Stjärnhopen Messier 22 med amatörteleskop.